# 紅紋鈍塘鱧
紅紋鈍塘鱧（学名：Amblyeleotris wheeleri），为輻鰭魚綱鰕虎鱼目鰕虎魚科鈍塘鱧屬的其中一種。

## 分布
本魚分布於印度太平洋區，包括東非、南非、模里西斯、留尼旺、馬爾地夫、臺灣、日本、印尼、菲律賓、帛琉、斐濟、關島、萬那杜等海域。

## 特徵
本魚體延長，眼大略突出，腹鰭癒合成吸盤。體色為紅黃相間的橫帶，佈滿小藍點，體長可達10公分。

## 生態
本魚棲息在礁沙混合區或礁岩外圍的礫石地上，與槍蝦互利共生居住於沙地洞穴中，屬雜食性，以藻類及小型底棲動物為食。

## 經濟利用
可當作觀賞魚。

## 扩展阅读
維基物種上的相關：紅紋鈍塘鱧
1. ↑  Larson, H. & Greenfield, D. . The IUCN Red List of Threatened Species. 2016, 2016: e.T193238A2213019. doi:10.2305/IUCN.UK.2016-3.RLTS.T193238A2213019.en.